# Ecomuseo de la Martinica
El ecomuseo de la Martinica está ubicado en Pointe Figuier, cerca de la aldea de Poirier, en la playa de Anse Figuier, en el municipio de Rivière-Pilote en Martinica.

## Descripción
El ecomuseo, creado en 1993, se convirtió en un establecimiento regional en 1998.
Ubicado en la antigua destilería Ducanet, cerrada en 1924, este ecomuseo recorre la historia de Martinica al través de objetos, reconstrucciones y de maquetas (temas de las colecciones: prehistoria, ciencia y técnica y agroalimentación). 
Las colecciones evocan la historia de la isla desde la prehistoria amerindia hasta el comienzo de la época colonial, pasando por el período esclavista hasta la economía de las plantaciones. 
El descubrimiento de un importante yacimiento arqueológico del periodo saladoide (arahuacos) en el lugar ha permitido enriquecer las colecciones con una buena colección de restos arqueológicos precolombinos.

### Temas del ecomuseo
En planta baja:
- Presentación del sitio amerindio de Anse Figuier y de las poblaciones amerindias[2]
- Martinica al principio de la colonización, las primeras culturas
- Esclavitud
- Los principales cultivos coloniales: caña de azúcar, café, cacao, plátano
- El jardín del Caribe

Piso superior:
- Presentación de la vida doméstica en los años 1950 (interior de la casa y taller de un artesano ebanista y una mimbrera).[3]

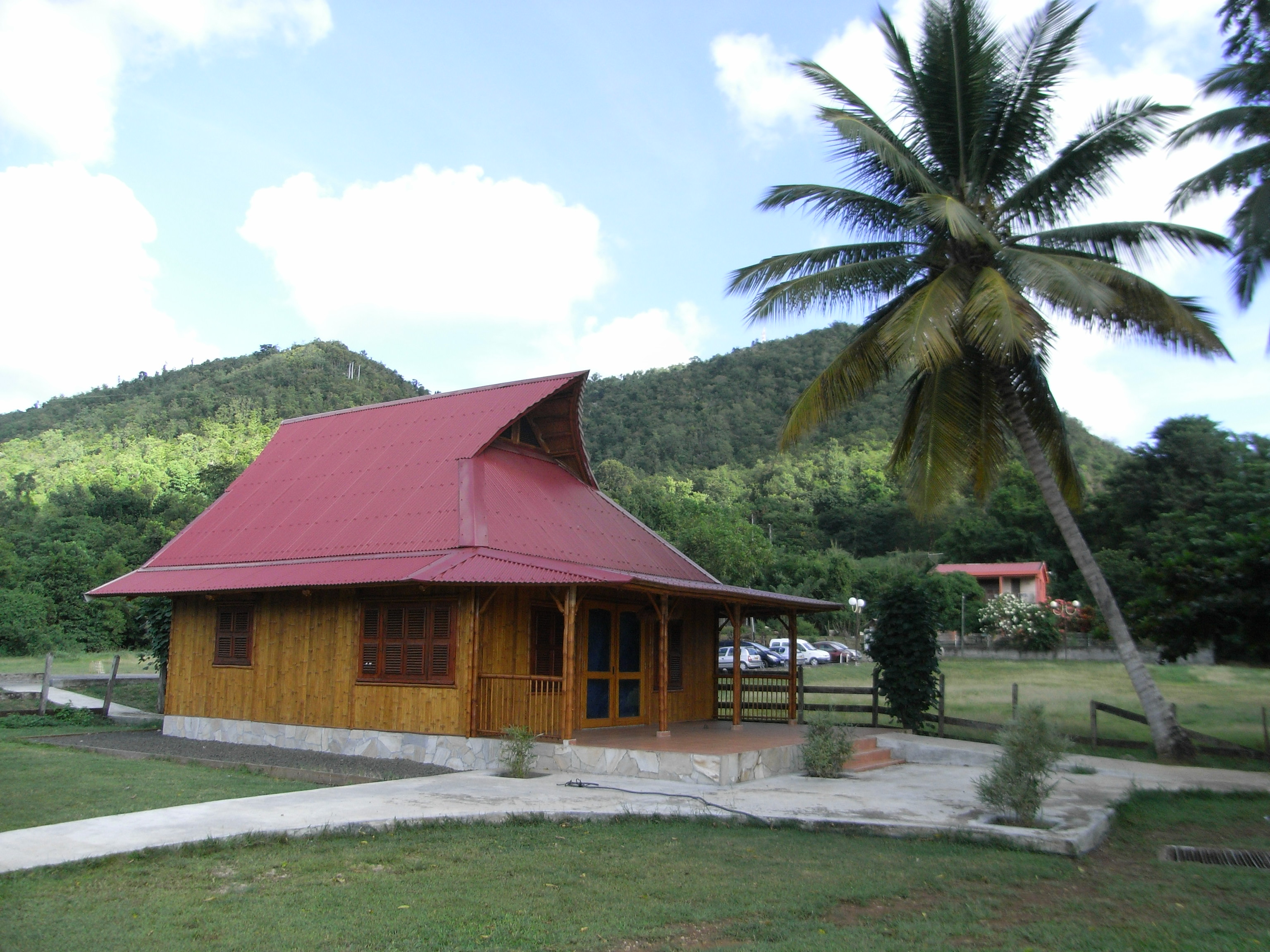
Casa del museo

El ecomuseo integra la lista de los Lugares de Memoria de la Ruta del Esclavo en el Caribe, de acuerdo a la Oficina Regional de Cultura para América Latina y el Caribe de la UNESCO.